# Jan Werich
Jan Werich, född 27 februari 1905 i Prag i dåvarande Österrike-Ungern, död 31 oktober 1980 i Prag, var en tjeckisk skådespelare, manusförfattare, författare och filmproducent. Han medverkade i relativt få filmer jämfört med många av sina kollegor, men flera av de han var med i räknas som klassiker inom den tjeckiska filmkonsten.
Werich började sin karriär inom scenkonsten på 1920-talet då han tillsammans med Jiří Voskovec uppträdde och skrev för Osvobozené divadlo (Prags fria teater). Under 1930-talets första år spelade de även i några filmer tillsammans där de kändaste blev Hej-rup! (1934) och Svet patrí nám (1937). Den sistnämnda filmen innehöll förtäckt kritik av den tyska nazismen och efter att Tjeckoslovakien ockuperades som protektorat under andra världskriget levde både Werich och Voskovec i exil i USA.
Voskovec återvände några år till Tjeckoslovakien, men valde att återvända till USA där han medverkade i Hollywoodfilmer medan Werich återvände till sitt hemland. Han började åter medverka i film på 1950-talet, bland annat i de kända sagofilmerna Kejsarens bagare (1952) och Byl jednou jeden král... (1955). 1963 hade han huvudrollen i filmen En dag kom en katt som innehöll förtäckt kritik av den nu kommunistiska regimen i landet. Werich tvingades flera gånger anpassa sitt konstnärskap till det kommunistiska styret. 1967 var han tilltänkt för rollen som Ernst Stavro Blofeld i Bondfilmen Man lever bara två gånger, men byttes ut mot Donald Pleasence som ansågs mer övertygande i rollen.
Werich undertecknade 1968 manifestet Tvåtusen ord för demokratiska reformer i Tjeckoslovakien. Han skrev aldrig under manifestet Charta 77, men kom sedan enligt egen utsago att tvingas skriva under Anticharta, utfärdat av regimen som en motåtgärd.
Asteroiden 2418 Voskovec-Werich är uppkallad efter honom och Jiří Voskovec.

## Filmografi (urval)
- 1934 – Hej-rup!
- 1937 – Svet patrí nám
- 1950 – Padenie Berlina
- 1952 – Kejsarens bagare
- 1953 – Blodets hemlighet
- 1955 – Byl jednou jeden král...
- 1962 – Baron Prášil
- 1963 – En dag kom en katt
- 1967 – 25:e timman
- 1968 – Specialuppdrag K Secret Service
- 1972 – Pan Tau (TV-serie)